# Pitharatus junghuhni
Genre
Espèce
Synonymes
- Epeira junghuhni Doleschall, 1859

Pitharatus junghuhni, unique représentant du genre Pitharatus, est une espèce d'araignées aranéomorphes de la famille des Araneidae.

## Distribution
Cette espèce se rencontre en Malaisie et en Indonésie à Java et à Sulawesi.

## Publications originales
- Doleschall, 1859 : Tweede Bijdrage tot de Kenntis der Arachniden van den Indischen Archipel. Acta Societatis Scientiarum Indo-Neerlandicae, vol. 5, p. 1-60.
- Simon, 1895 : Histoire naturelle des araignées. Paris, vol. 1, p. 761-1084 (texte intégral).